# Szécsisziget
Szécsisziget est un village et une commune du comitat de Zala en Hongrie.

## Histoire

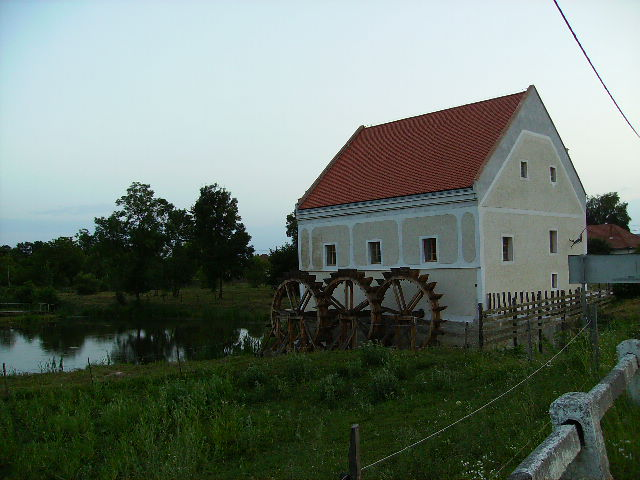
Moulin à eau à Szécsisziget